# Stanley Benham
Stanley Benham (n. 21 decembrie 1913, Lake Placid, North Elba⁠(d), New York, SUA – d. 22 aprilie 1970, Miami, Florida, SUA) a fost un bober ce a reprezentat Statele Unite ale Americii, medaliat olimpic. A participat la o ediție a Jocurilor Olimpice (1952) în care a câștigat două medalii de argint.